# Hermann von Lettow-Vorbeck
Hermann Heinrich Emil Theodor von Lettow-Vorbeck (né le 16 septembre 1835 à Mallschütz, arrondissement de Lauenbourg-en-Poméranie et mort le 3 février 1913) est un général d'infanterie prussien.

## Biographie

### Origine
Hermann est issu de la famille noble de Poméranie Lettow-Vorbeck. Il est le fils de Johann Lettow-Vorbeck (1787-1855) et de sa seconde épouse Adelheid, née von Brauneck (1810-1859).

### Carrière militaire
Issu du corps de cadets, Lettow-Vorbeck est affecté le 29 avril 1854 en tant que sous-lieutenant au 1er régiment de grenadiers de la Garde de l'armée prussienne. En janvier 1861, il est promu premier lieutenant et à partir de la mi-août de la même année, il est commandé en tant qu'adjudant de la 2e division de la Garde. Sa promotion au grade de capitaine est suivie, le 7 novembre 1865, par sa mutation en tant que commandant de compagnie au 1er régiment de grenadiers. Lettow-Vorbeck dirige sa compagnie à la bataille de Trautenau pendant la guerre contre l'Autriche en 1866, est grièvement blessé et reçoit l'ordre de l'Aigle rouge de 4e classe avec épées.
Après la guerre, début février 1867, il est affecté au ministère de la Guerre et y est muté le 30 avril 1867. En tant que major, Lettow-Vorbeck participe à la guerre contre la France en 1870/71 avec l'état-major mobile du ministre de la Guerre von Roon au Grand Quartier Général du Roi. Il combat à Saint-Privat, Beaumont, Sedan et devant Paris et reçoit la croix de fer de 2e classe.
Après l'accord de paix, Lettow-Vorbeck accompagne l'empereur à Bad Ems et Bad Gastein à l'été 1872. Mi-juin 1873, il retourne ensuite au service des troupes en étant nommé chef de bataillon dans le 14e régiment d'infanterie et est promu lieutenant-colonel en juillet 1875. Du 28 octobre 1875 au 5 novembre 1879, Lettow-Vorbeck commande le bataillon de fusiliers du 1er régiment à pied de la Garde. Il est ensuite nommé colonel sous le poste à la suite avec la direction du 4e régiment de grenadiers et il est nommé commandant de ce régiment le 13 janvier 1880. Il est ensuite affecté, à partir du 7 juillet 1883, au commandement du 4e régiment à pied de la Garde, jusqu'à ce qu'il est chargé, le 26 mars 1885, du commandement de la 62e brigade d'infanterie (de) à Strasbourg, en position à la suite. Avec sa promotion au grade de général de division, Lettow-Vorbeck devient commandant de cette brigade le 16 septembre 1885. Chargé dans un premier temps, le 2 août 1888, du commandement de la 19e division d'infanterie, il est finalement nommé commandant de cette grande unité le 19 septembre 1888, avec promotion au grade de général de corps d'armée. À ce poste, le grand-duc Pierre II lui décerne la Grand-croix honoraire de l'ordre du Mérite du duc Pierre-Frédéric-Louis. Le 5 janvier 1892, Lettow-Vorbeck est transféré aux officiers de l'armée et mis à disposition le 23 janvier 1892 avec la pension légale. À l'occasion de son départ, l'empereur Guillaume II le décore de l'ordre de la Couronne de 1re classe et confère à Lettow-Vorbeck le 12 septembre 1895 le caractère de général d'infanterie. En outre, il reçoit le 29 avril 1904 l'autorisation de porter l'uniforme du 1er régiment de grenadiers
Après ses adieux, il vit sur son domaine de Reetz.

### Famille
Lettow-Vorbeck se marie le 7 avril 1867 avec Hildegard von Selchow (née en 1845) à Berlin le 1er janvier 1867. Le mariage donne naissance aux enfants suivants:
- Adelheid Johanne Esther (née en 1867)
- Mechela Agnès Benigna (née en 1868) marié le 29 mars 1894 avec Siegfried von La Chevallerie (1860-1950), général d'artillerie allemand
- Klaus Dietrich Adolf Georg (né en 1870), officier prussien
- Wilfrid Albrecht Leo Werner (né en 1871), officier prussien
- Alexandre (né en 1881), officier prussien